# 安基阿盧斯戰役 (708年)
安基阿盧斯戰役是708年在現今保加利亞波摩萊鎮（42°33′N 27°39′E / 42.550°N 27.650°E）附近的一場戰役。歷史上，拜占庭與保加利亞人在拜占庭－保加利亞戰爭中曾發生過三次安基阿盧斯戰役，分別是在708年、763年及917年。

## 衝突的起因
705年，保加利亞可汗捷爾維爾協助查士丁尼二世，讓這位前拜占庭皇帝經過10年的流亡後得以重奪帝位。為了表示感激，查士丁尼將大量的黃金、白銀以及處於舊扎戈拉、斯利文和黑海之間的"扎戈拉"地區贈送給保加利亞人。但在三年後，查士丁尼自認為已有足夠能力侵略保加利亞並恢復對上述地區的統治。

## 戰役
當拜占庭軍隊來到安基阿盧斯堡壘並在當地扎營時，竟沒覺察到保加利亞軍隊已在附近。就在拜占庭帝軍四出搜集食物時，捷爾維爾和他的騎兵突然出現，衝向最外圍的拜占庭部隊，而步兵則進攻軍營。拜占庭士兵既驚訝又困惑，不是戰死就是被俘，而戰馬和武器自然也為保加利亞人所得。只有查士丁尼和沒幾個人能逃回到堡壘，之後乘船回到君士坦丁堡。

## 後果
戰事的勝利讓保加利亞人得到新的領土長達數世紀之久。711年，拜占庭的一埸騷亂和意圖政變逼使查士丁尼再向保加利亞人求助，但捷爾維爾這次只給他三千士兵。在經歷了幾次小衝突之後，新的拜占庭皇帝菲利皮科斯給予保加利亞人安全通行權，而查士丁尼二世則被菲利皮科斯處決了。